# Football Canon 105 de Libreville
O Football Canon 105 de Libreville é um clube de futebol com sede em Libreville, Gabão. A equipe compete no Campeonato Gabonês de Futebol.

## História
O clube foi fundado em 1975.